# Inoc, Alba
Inoc (în maghiară Inakfalva) este un sat în comuna Unirea din județul Alba, Transilvania, România.

## Istoric
Sat întemeiat de secui.
Până în anul 1876 a aparținut Scaunului Secuiesc al Arieșului.
Pe Harta Iosefină a Transilvaniei din 1769-1773 (Sectio 139) localitatea apare sub numele de „Inokfalva”.

## Date demografice
La recensământul din 2002 avea o populație de 273 locuitori.

## Obiectiv memorial
Monumentul Eroilor Români din Primul și Al Doilea Război Mondial. Crucea memorială este amplasată în cimitirul ortodox, fiind înălțată în memoria eroilor români căzuți în cele Două Războaie Mondiale. Aceasta este realizată din piatră cioplită, având înălțimea de 1,5 m. Pe fațada monumentului este un înscris comemorativ: „ÎN MEMORIA EROILOR CĂZUȚI PE CÂMPUL DE LUPTĂ, 1941-1945“, iar pe latura estică este un alt înscris: „EROII CĂZUȚI PE CÂMPUL DE LUPTĂ, 1914-1919“.